# Мумерт, Вернер
Вернер Мумерт (нем. Werner Mummert; 31 марта 1897 — 28 января 1950) — немецкий офицер, участник Первой и Второй мировых войн, генерал-майор, кавалер Рыцарского креста с Дубовыми листьями и Мечами. Умер в советском плену.

## Первая мировая война
Вступил добровольцем в армию в 1914 году. В 1916 году получил звание лейтенант резерва (то есть без окончания военного училища).

## Между мировыми войнами
В 1936 году вновь поступил на военную службу, в кавалерию. К началу Второй мировой войны — командир разведбатальона, капитан.

## Вторая мировая война
Участвовал в Польской и Французской кампаниях.
С 22 июня 1941 года участвовал в войне против СССР, командир разведбатальона 256-й пехотной дивизии. Бои в Белоруссии, затем в районе Великих Лук. С декабря 1941 года — майор. В январе 1942 года награждён Золотым немецким крестом. Затем бои в районе Ржева, в августе 1942 года награждён Рыцарским крестом, с сентября 1942 года — подполковник.
С января 1944 года — командир гренадерского полка 14-й танковой дивизии, с февраля 1944 — полковник. Бои на Украине, в районе Кировограда и Черкасс. В марте 1944 года награждён Дубовыми листьями к Рыцарскому кресту. Тяжело ранен, эвакуирован в Германию. В октябре 1944 года награждён Мечами (№ 107) к Рыцарскому кресту с Дубовыми листьями.
В ноябре 1944 года полковник Мумерт назначен командиром 103-й танковой бригады (в Восточной Пруссии).
С января 1945 года командир танковой дивизии «Мюнхеберг», с февраля 1945 — генерал-майор. Бои на Одере, затем в районе Берлина. 2 мая 1945 года генерал-майор Мумерт взят в советский плен. Умер в плену в январе 1950 года.